# قره‌کول‌لوق
قره‌کول‌لوق (به لاتین: Qarakolluq) یک منطقه مسکونی در جمهوری آذربایجان است که در شهرستان اسماعیللی واقع شده است. قره‌کول‌لوق ۲۱۹ نفر جمعیت دارد.